# Fly Music
Fly Music era un canal temàtic de TDT a Espanya que pertanyia a Net TV (grup Vocento) i era disponible a Euskaltel, Superbanda, Movistar TV i ONO. Emetia en un període limitat de temps al dia i era produït per Europroducciones. Aquest canal va romandre en antena des del 30 de novembre de 2005 fins al 30 de juny de 2008, dia en què va cessar les seves emissions per donar pas al canal infantil Disney Channel.

## Història
La programació de Fly Music era musical, centrada en videoclips i programes especials on s'entrevistaven a artistes o es cobrien festivals. El canal va començar a emetre el 30 de novembre de 2005, dia del començament de la nova televisió digital terrestre a Espanya, amb un horari restringit, des de les 19:00 fins a les 01:00. Durant els seus primers dies Fly va emetre blocs de videoclips.
Als pocs mesos el canal va començar a ampliar la seva programació, arribant els 2 principals programes durant l'existència de la cadena: El Flyer, en el qual es donava cabuda a notícies d'actualitat musical, i Top Fly, llista d'èxits de Fly Music. Durant aquesta època la cadena va començar a cobrir festivals com el Metrorock, el Summercase o el Festival Internacional de Benicàssim, i va començar a patrocinar esdeveniments relacionats.
Fly Music va prendre un rumb especialitzant-se en música de caràcter indie i grups internacionals, encara que també donava cabuda a alguns temes comercials, centrant-se també en les novetats del mercat discogràfic. El canal va afermar la seva programació amb nous espais com Fly Series (dedicat a artistes temàtics) o Fly Up (videoclips al matí) i l'espai dedicat a artistes independents i música experimental, Cara B (en les matinades). El canal va ampliar el seu horari a les 13:00 al començament de 2007, per passar a començar a les 7:00 el 8 d'octubre de 2007.
No obstant això, el canal no va aconseguir unes dades d'audiència destacats per Vocento, que va decidir reduir l'horari del canal donant pas a blocs de teletenda des de l'11 de febrer de 2008, concentrant els horaris del canal de 7:00 a 13:00 i de 19:00 a 02:00. Nogensmenys, la cobertura a festivals es va ampliar i es va continuar treballant en l'oferta de nous artistes i concerts.
Després de l'entrada de Disney a l'accionariat de Vocento en 2008, el grup estatunidenc va anunciar que començaria a emetre el seu canal, Disney Channel, en obert per a tot el país a partir de l'1 de juliol de 2008, cosa que va fer oficial el 28 de maig, per la freqüència que fins llavors ocupava el canal musical. Per tant, Fly Music es va deixar d'emetre el 30 de juny d'aquell any.